# Ectobius pallidus
Ectobius (Ectobius) pallidus – gatunek karaczana z rodziny zadomkowatych i podrodziny Ectobiinae.

## Taksonomia
Gatunek opisany został w 1789 roku przez Guillaume-Antoine'a Oliviera jako Blatta pallida.

## Rozprzestrzenienie
Gatunek ten wykazany został z Andory, Belgii, Chorwacji, Francji, Hiszpanii, Holandii, terenu byłej Jugosławii, Niemiec, Portugalii, Słowenii, Sycylii, Szwajcarii, Wielkiej Brytanii, Włoch i Wysp Normandzkich. W Polsce jego występowanie jest wątpliwe

## Systematyka
Wyróżnia się 4 podgatunki tego karaczana:
- Ectobius pallidus chopardi Adelung, 1917
- Ectobius pallidus minor Ramme, 1923
- Ectobius pallidus pallidus (Olivier, 1789)
- Ectobius pallidus punctulatus (Fieber, 1853)